# 上訴司法管轄權法令
上訴司法管轄權法令（英語：Appellate Jurisdiction Act）是一種法令簡稱，用於英國有關上訴法院的司法管轄權的法例。

## 列表
- 《1876年上訴司法管轄權法令》（39 & 40 Vict. c. 59）
- 《1887年上訴司法管轄權法令》（50 & 51 Vict. c. 70）
- 《1908年上訴司法管轄權法令》（8 Edw. 7 c. 51）
- 《1913年上訴司法管轄權法令》（3 & 4 Geo. 5 c. 21）
- 《1929年上訴司法管轄權法令》（19 & 20 Geo. 5 c. 8）
- 《1947年上訴司法管轄權法令》（10 & 11 Geo. 6 c. 11）